# ぼくもとさきこ
ぼくもと さきこ（1975年3月12日 - ）は、日本の女優。劇団「ペンギンプルペイルパイルズ」の劇団員。所属事務所はカクタス。京都府出身。O型。

## 来歴
東京乾電池、遊園地再生事業団を経て、倉持裕が旗揚げしたユニット「ペンギンプルペイルパイルズ」の第一回公演『2mの魚』に参加。第三回公演『不満足な旅』で劇団化された際、正式に劇団員となり、以降、劇団公演すべての作品に出演している。

## 出演

### 舞台
- 愛の罰 ～生まれつきならしかたない～（大人計画 1997年）
- cover（ペンギンプルペイルパイルズ 2009年）
- 床下のほら吹き男（MONO 2009年）
- 子どもさんかん日（内村光良主演 2008年）
- 空中ブランコ（アトリエ・ダンカンプロデュース 2008年）
- からっぽの湖（AGAPE store 2008年）
- ワンマン・ショー（M&O plays＋PPPPプロデュース 2007年）

### 映画
- 東京タワー 〜オカンとボクと、時々、オトン〜（監督：松岡錠司）
- 1980（監督：ケラリーノ・サンドロヴィッチ）
- ダンボール・ハウスガール（監督：松浦雅子）
- 地獄でなぜ悪い（2013年、監督：園子温）- ウエイトレス 役

### テレビドラマ
- 合い言葉は勇気（フジテレビ)
- 連続テレビ小説（NHK）
  - ほんまもん（2001年-2002年） - ヒカラビ 役
  - 虎に翼（2024年）
- 月曜ミステリー劇場 女三人乱れ咲き!氷川きよし追っかけツアー殺人事件（2003年08月18日、TBS)※ここまで朴本早紀子 名義。
- 笑う三人姉妹（2005年、NHK）
- がきんちょ〜リターン・キッズ〜 第21話、第22話（2006年08月28日・29日、TBS）
- スタジオ演劇　冬の入口 （2007年12月28日、Eテレ） - 大友萌 役
- 囚われつかじ 13人の容疑者（2008年、WOWOW）
- 土曜ワイド劇場 天才刑事野呂盆六III -復讐の天使-（テレビ朝日）
- 土曜ドラマスペシャル「使命と魂のリミット」後編 （2011年11月12日、NHK） - 小暮弘美 役
- 下町ロケット（2015年10月 - 12月、TBS） - 仁科美咲（事務職員） 役
- 神奈川県厚木市 ランドリー茅ヶ崎（2016年3月、MBS・TBS） - 神奈川県厚木市が舞台。
- 月曜名作劇場「ミステリー作家・朝比奈耕作シリーズ・花咲村の惨劇」（2016年6月6日、TBS） - 福井初乃 役
- 脳にスマホが埋められた!（2017年7月 - 9月、読売テレビ） - 臼田定子 役
- 警視庁いきもの係 第9話（2017年9月3日、フジテレビ） - 大谷雅子 役
- 父、ノブナガ（2017年10月7日、TBS） - 田中景子 役
- 陸王 第1話（2017年10月15日、TBS） - 清掃員 役
- 99.9-刑事専門弁護士- SEASON II 第2話（2018年1月21日、TBS） - 仲居 役
- 宮本から君へ（2018年） - 小田友子 役
- GIVER 復讐の贈与者（2018年7月-、テレビ東京） - 安田 役
- イアリー 見えない顔（2018年8月、WOWOW） - 煌臨会職員 役
- THE GOOD WIFE / グッドワイフ 第1話（2019年1月13日、TBS） - 安田陽子 役
- ラストマン-全盲の捜査官- 第8話（2023年6月11日、TBS） - 近隣住民 役

### テレビCM
- P&G ファブリーズ「店頭の日」
- 丸大ハム「ハムの人」

### ラジオドラマ
- 東京FM「東京コピーライダースストリート」
- NHKFMシアター「遠い隣人」

### 配信ドラマ
- すべて忘れてしまうから（2022年9月14日 - 11月16日、Disney+） - 常連客 役[1][注 1]